# Гомес, Хуан (футболист)
Хуа́н Го́мес Гонса́лес (исп. Juan Gómez González; 26 июня 1924, Гвадалахара — 9 мая 2009, Мексика) — мексиканский футболист, играл на позиции полузащитника, участник чемпионата мира 1954 года.

## Биография

### Клубная карьера
Гомес большую часть футбольной карьеры играл за «Атлас», в котором начал карьеру в 1944 году. В составе «красно-чёрных» Гомес играл в течение 10 сезонов и выиграл чемпионский титул 1951 года и два Кубка Мексики, а также трофей Чемпион чемпионов Мексики.
В 1954 году Гомес перешёл в «Депортиво Тампико», в котором отыграл два сезона и завершил карьеру игрока.

### Карьера в сборной
Играл за сборную Мексики на чемпионате мира 1954 года, где сыграл в матче против сборной Бразилии, который мексиканцы проиграли со счётом 0:5. Этот матч был единственным матчем за национальную сборную для Гомеса.

### Смерть
Скончался 9 мая 2009 года в возрасте 84 лет после продолжительной болезни.

## Достижения
«Атлас»
- Чемпион Мексики (1): 1950/51
- Обладатель Кубка Мексики (2): 1945/1946, 1949/1950
- Обладатель трофея Чемпион чемпионов Мексики (3): 1946, 1950, 1951